# Biệt thự

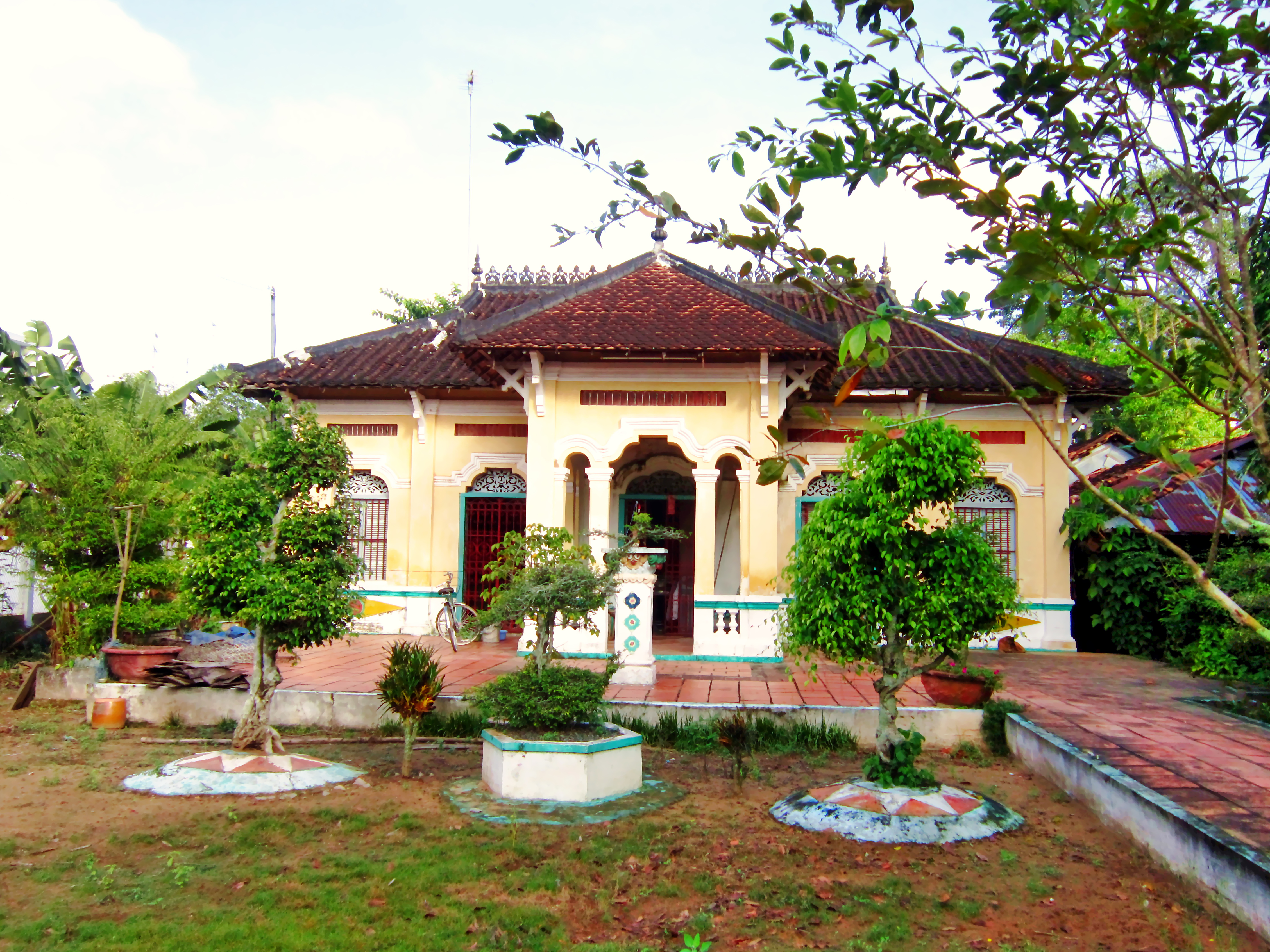
Một biệt thự xây năm 1937 ở An Giang

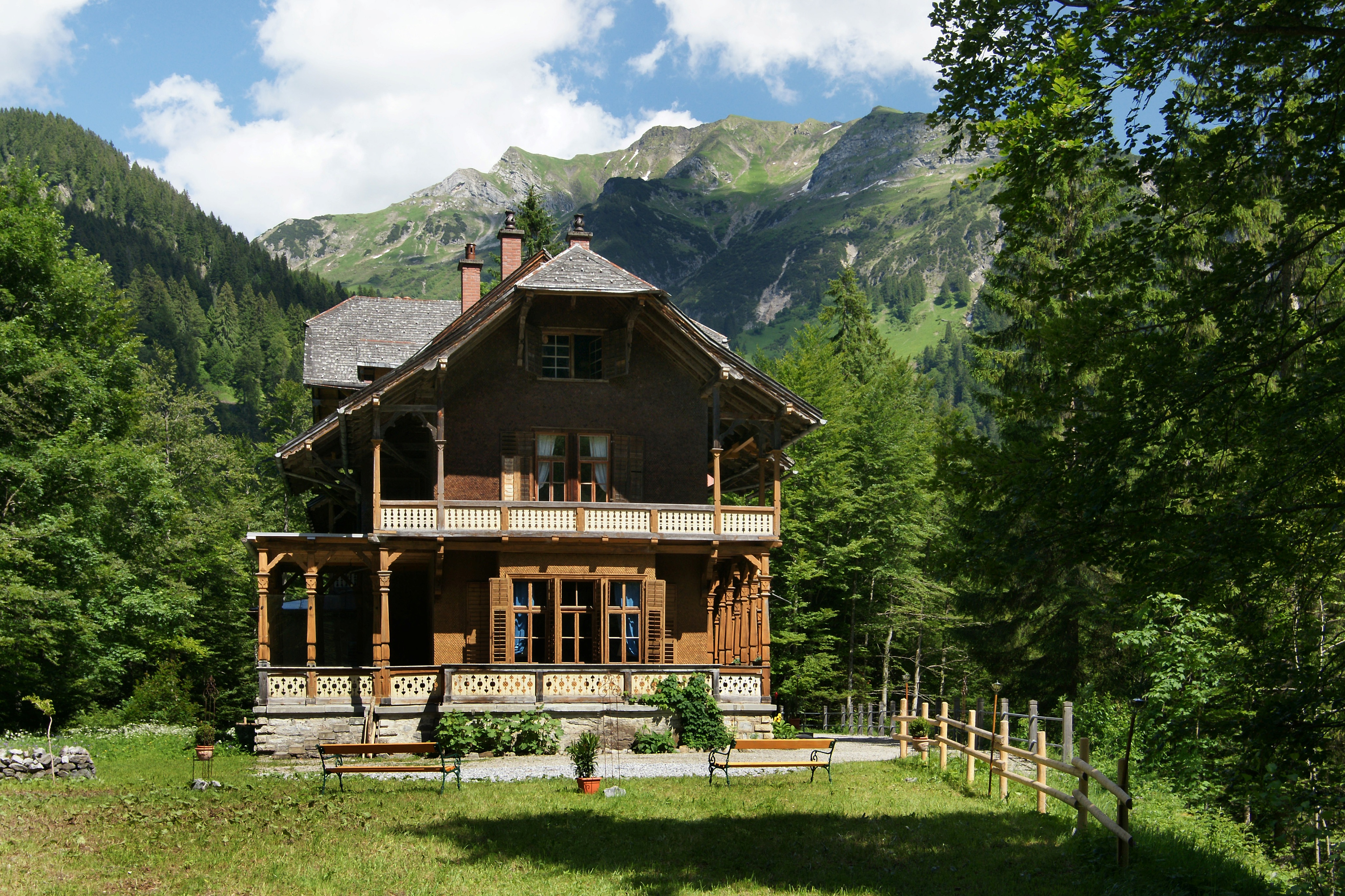
Một kiểu biệt thự điển hình

Biệt thự là loại hình nhà ở được thiết kế và xây dựng trên một không gian tương đối hoàn thiện và biệt lập tương đối với không gian xây dựng chung. Thông thường, biệt thự được hiểu là nhà ở riêng lẻ có sân vườn (cây xanh, thảm cỏ, vườn hoa, ...), có tường rào và lối ra vào riêng biệt. Việc thiết kế biệt thự đòi hỏi phải có nghệ thuật và thẩm mĩ cao.

## Tổng quan
Đây là một dinh thự có diện tích lớn đứng độc lập trên một mảnh đất rộng rãi, có khuôn viên bao quanh ngôi nhà, rộng rãi và thoáng mát, thường có hàng rào chắn, trong biệt thự có bể bơi. Trong biệt thự có một không gian sống tiện nghi và thoải mái, yên tĩnh không ồn ào vì vậy biệt thự thường được tọa lạc ở những vùng ngoại ô, đồng quê, nông trại yên tĩnh. Biệt thự phải là sự kết hợp hài hoà giữa kiến trúc và cảnh quan xung quanh, kiến trúc phải đảm bảo công năng, hình khối phải đạt tỷ lệ phù hợp. Đẹp và sang trọng là 2 yếu tố cơ bản nhất của một biệt thự. Nói chung biệt thự thường là nơi ở của những người có thu nhập cao.
Biệt thự trong lịch sử được hình thành ở thời kỳ La Mã, là nơi ở của tầng lớp thượng lưu La Mã cổ đại. Sau sự sụp đổ của Cộng hoà La Mã đôi khi chuyển giao cho Giáo hội để tái sử dụng như một tu viện. Sau đó, họ dần dần lại phát triển qua các thời Trung Cổ và đến ngày nay. Trong các từ điển tiếng Việt, "biệt thự" có nghĩa là nhà rộng có vườn riêng biệt. Tuy nhiên, nếu so sánh loại biệt thự trong các dự án hiện nay và với những biệt thự được xây dựng trước giải phóng tại Thủ Đức hoặc xây dựng từ thời Pháp trong khu trung tâm quận 3 thì rõ ràng khái niệm biệt thự đã có những khoảng cách khá xa. Những biệt thự được xây dựng trước 1975 và cả những căn được xây dựng từ thời Pháp đều có diện tích từ 500m2 đến vài ngàn mét vuông. Ngoài diện tích xây nhà còn có phần đất cho vườn cây cảnh, hòn non bộ, không ít căn còn có cả hồ bơi, thậm chí còn đủ đất để làm một sân tennis.

## Một số hình ảnh

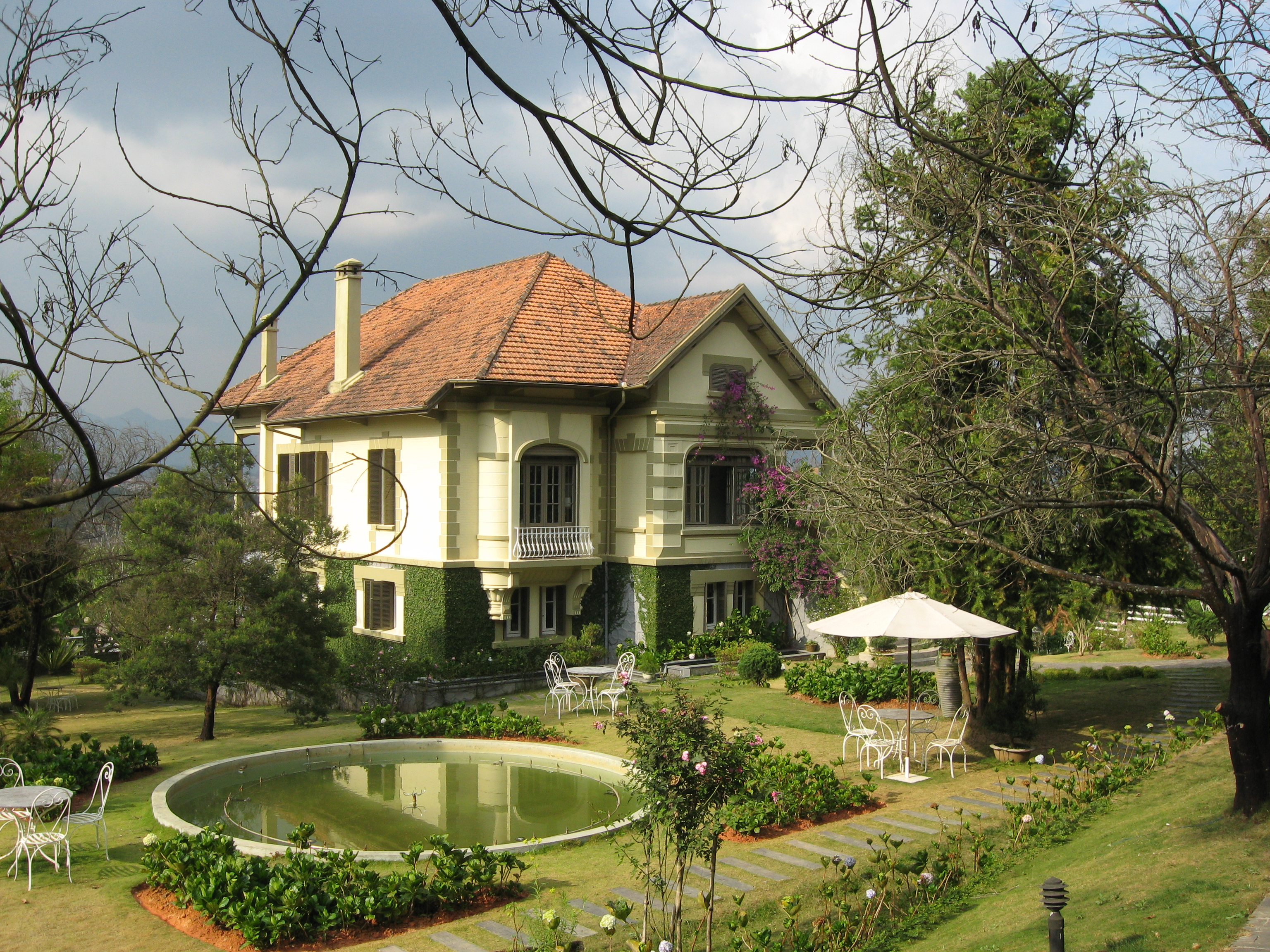
Một biệt thự ở Đà Lạt
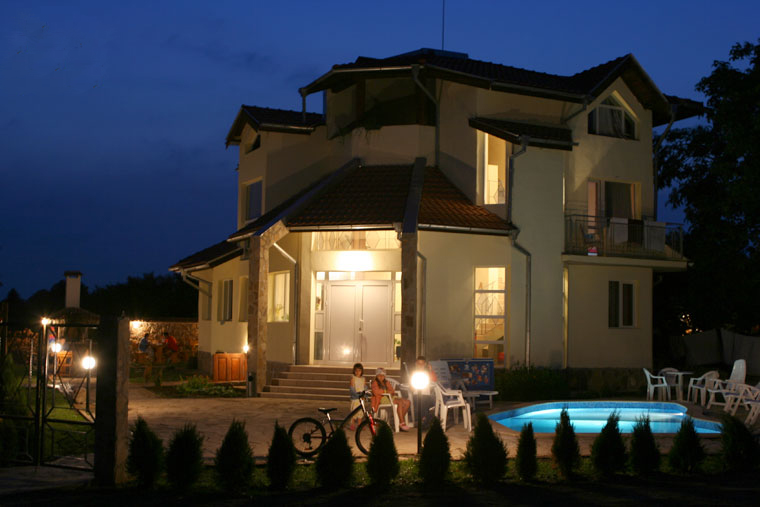
Một biệt thự trong ánh đèn điện